# おことば

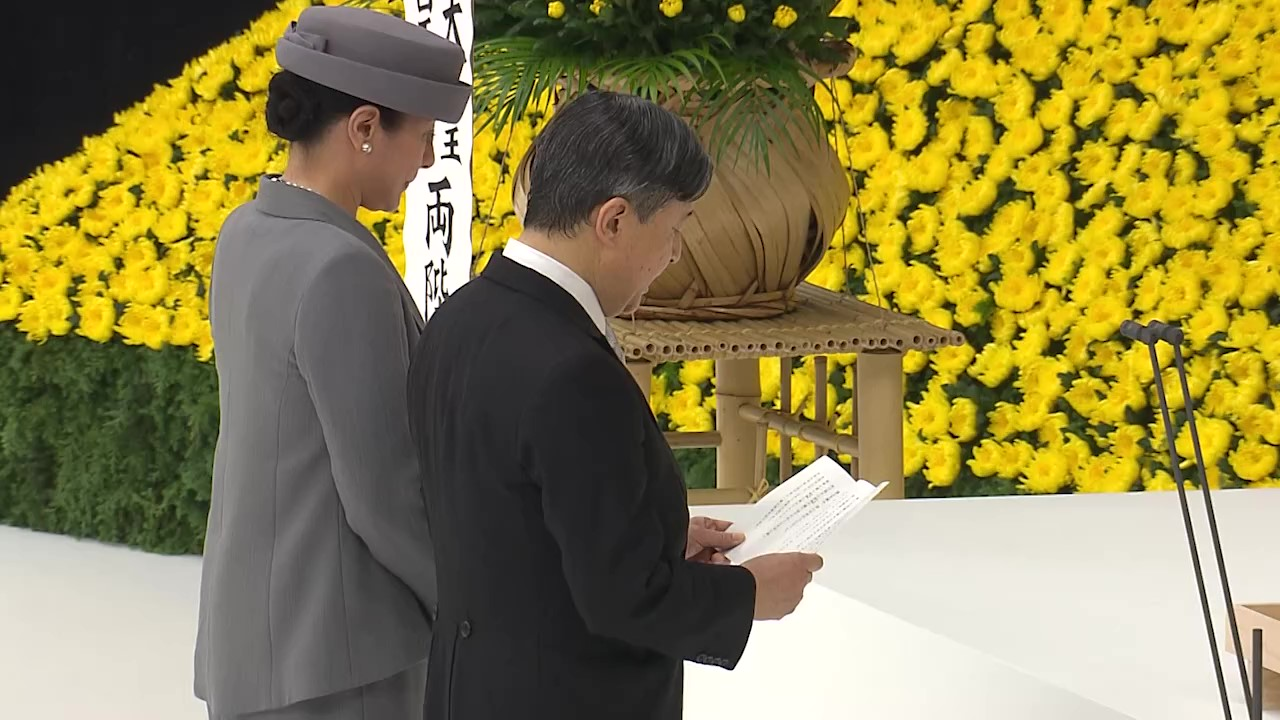
天皇徳仁のおことば
（2023年8月15日、全国戦没者追悼式）

おことば（御言葉）とは、「言葉」の丁寧語であり、特に日本において天皇や皇族、他国における君主（国王など）が、式典等公開の場において発する言葉（挨拶文）を指す。

## 概要
1947年（昭和22年）5月3日の日本国憲法の施行後、従来「勅語（ちょくご）」と称されていた天皇の公式発言が次第に「おことば」に改称された。
しばしば勅語が政治的に利用された経緯を踏まえ、また日本国憲法下において国政に関する権能を有しない天皇の立場もあり、おことばの内容は勅語の内容より更に徹底して党派色を排したものとされている。しかし、その程度について論議が生じることもある。
天皇の「公的行為」と「私的行為」との区別において、代表的な行為として取り上げられるものである。
憲法上の位置づけについては、7条10号の「儀式」に含まれるとする説(国事行為説)、国事行為に準じた行為であるとする説(準国事行為説)、天皇の象徴的地位に基づく公的行為であるとする説(象徴行為説)、天皇の公人としての地位に付随する公的行為であるとする説(公人行為説)など、様々あるが、いずれの説も欠点が指摘されており、通説を形成するには至っていない。

## 歴史
テレビジョンを通じて国民（視聴者）一人一人の目を見ながら、直接自身の見解を伝える手法は、王室を有するイギリスで始まったものである。
1952年2月6日に即位したエリザベス2世は、その年の暮れから今日に至るまで毎年恒例となった「クリスマスメッセージ」を12月25日にBBCを通じてイギリス連邦国民に寄せている。即位当初はまだラジオを通じての時代であったが、1957年からはテレビジョン放送が使われた。イギリスだけではなく、女王が同じく君主を務める英連邦王国の構成国であるカナダやオーストラリアなど世界中に向けて放映され、毎年異なったテーマで女王が語り掛ける。このメッセージを初めて発したのは、エリザベス2世の祖父ジョージ5世であった。ラジオが国民の間に急速に普及した1932年のことだった。
エドワード8世は、離婚歴を有するアメリカ合衆国出身の女性との結婚を望むのは、国民からの反対が強かったこともあり、遂に自ら退位（次弟ジョージ6世への譲位）を決意した。その意思表明も、ラジオを通じて直接国民に語り掛けるというものであった。
イギリス国民のみならず世界の人々の多くから絶大な人気を誇ったダイアナ王太子妃への冷たい態度は、珍しく国民の間で姑である女王への強い不満を醸しだ際にも、これを受けて英王室は、自分たちの活動をより国民に理解してもらおうと、ウェブページやYouTubeを駆使し、王室が請け負う年間3000件以上もの公務や、高齢の女王やその夫であるエディンバラ公が各々600から700に及ぶ各種団体の長を務めている実態を明らかにした。
2013年1月、オランダ君主のベアトリックスが75歳の誕生日を控え、突然、オランダ国民に長男ウィレム=アレクサンダーへの譲位を発表した。この時女王が採った譲位表明の在り方が、記者会見ではなく、ビデオメッセージで国民に直接語り掛けるという方式だったのである。健康的にも問題はなく、国内での人気も極めて高い最中の譲位に、国民の大半は驚愕した。しかし、一人一人の目を見つめながらのベアトリックスの強い意思に、国民も納得した。
同年7月、ベルギーのアルベール2世が長男フィリップへの譲位を発表した。すでに79歳を迎えていたアルベール2世は、議会政治のとりあえずの安定化にも一定の目途がついた2013年夏にフィリップへの譲位を決意した。この時もアルベール2世の意思は、テレビを通じて一人一人の目を見ながら直接国民に伝えられた。

## 天皇
天皇が日本国民に対し、マスメディアを通じて自らメッセージを伝えたのは以下の6例である。
『大東亜戦争終結ノ詔書』
第124代昭和天皇
1945年（昭和20年）8月15日
「玉音放送」は一般名詞だが巷間ではこれを指す。
『食糧問題ニ関スル御言葉』
第124代昭和天皇
1946年（昭和21年）5月24日：ラジオ放送
『東北地方太平洋沖地震に関する天皇陛下のおことば』
第125代天皇明仁
2011年（平成23年）3月16日：テレビ、インターネット動画配信
『象徴としてのお務めについての天皇陛下のおことば』
第125代天皇明仁
2016年（平成28年）8月8日：テレビ、インターネット動画配信
『新年ビデオメッセージ』
第126代天皇徳仁、皇后雅子
2021年（令和3年）1月1日：インターネット動画配信
『新年ビデオメッセージ』
第126代天皇徳仁、皇后雅子
2022年（令和4年）1月1日：インターネット動画配信